# Phytobia nigeriensis
Phytobia nigeriensis är en tvåvingeart som beskrevs av Spencer 1977. Phytobia nigeriensis ingår i släktet Phytobia och familjen minerarflugor.
Artens utbredningsområde är Nigeria. Inga underarter finns listade i Catalogue of Life.